# Jaime King
Jaime Marie King (Omaha, 23 de abril de 1979) é uma atriz e modelo estadunidense.

## Vida Pessoal
Nascida no estado de Nebraska, sua bem-sucedida carreira de modelo sofreu um baque quando, aos 16 anos, seu vício em cocaína tornou-se público. Após a morte de seu namorado Davide Sorrentie em 1997, ela parou de consumir drogas. Desde então, King vem atuando em vários filmes de Hollywood. Uma de suas melhores amigas é a cantora americana Lana Del Rey, com quem também participou do clipe de Summertime Sadness, da cantora. E também a atriz Jessica Alba, que é madrinha de seu filho, James Knight Newman. Jaime King teve seu primeiro filho no final de 2013, tendo que ficar afastada do seriado Hart of Dixie, onde encorpora Lemon Breeland, por conta da licença maternidade, retornando no início de 2014.
Em fevereiro de 2015, anunciou a gravidez de seu segundo filho, Leo Thames Newman, cuja madrinha é a cantora Taylor Swift.

## Filmografia
- 2001 - Happy Campers
- 2001 - Blow
- 2001 - Pearl Harbor
- 2002 - Four Faces of God
- 2002 - Slackers
- 2002 - Lone Star State of Mind
- 2003 - Bulletproof Monk
- 2004 - White Chicks
- 2005 - Pretty Persuasion
- 2005 - Sin City
- 2005 - Two for the Money
- 2005 - Cheaper by the Dozen 2
- 2006 - The Alibi
- 2006 - True True Lie
- 2007 - They Wait
- 2007 - The Tripper
- 2008 - The Spirit
- 2009 - My Bloody Valentine 3-D
- 2009 - Fanboys
- 2010 - The Pardon
- 2010 - A Fork in the Road
- 2010 - Waiting for Forever
- 2011 - Mother's Day
- 2013 - Sin City: A Dame to Kill For
- 2018 - Escape Plan 2: Hades
- 2019 - Escape Plan 3 - The Extractors
- 2019 - Ice Cream in the Cupboard
- 2021 - Out of Death

## Televisão
- 2005 - The O.C.
- 2005 - 2006 - Kitchen Confidential
- 2006 - 2007 - The Class
- 2008 - 2009 - Gary Unmarried
- 2009 - Star Wars: The Clone Wars
- 2010 - My Generation
- 2011 - 2015 - Hart of Dixie
- 2019 - 2021 - Black Summer